# Czerwone Korycisko

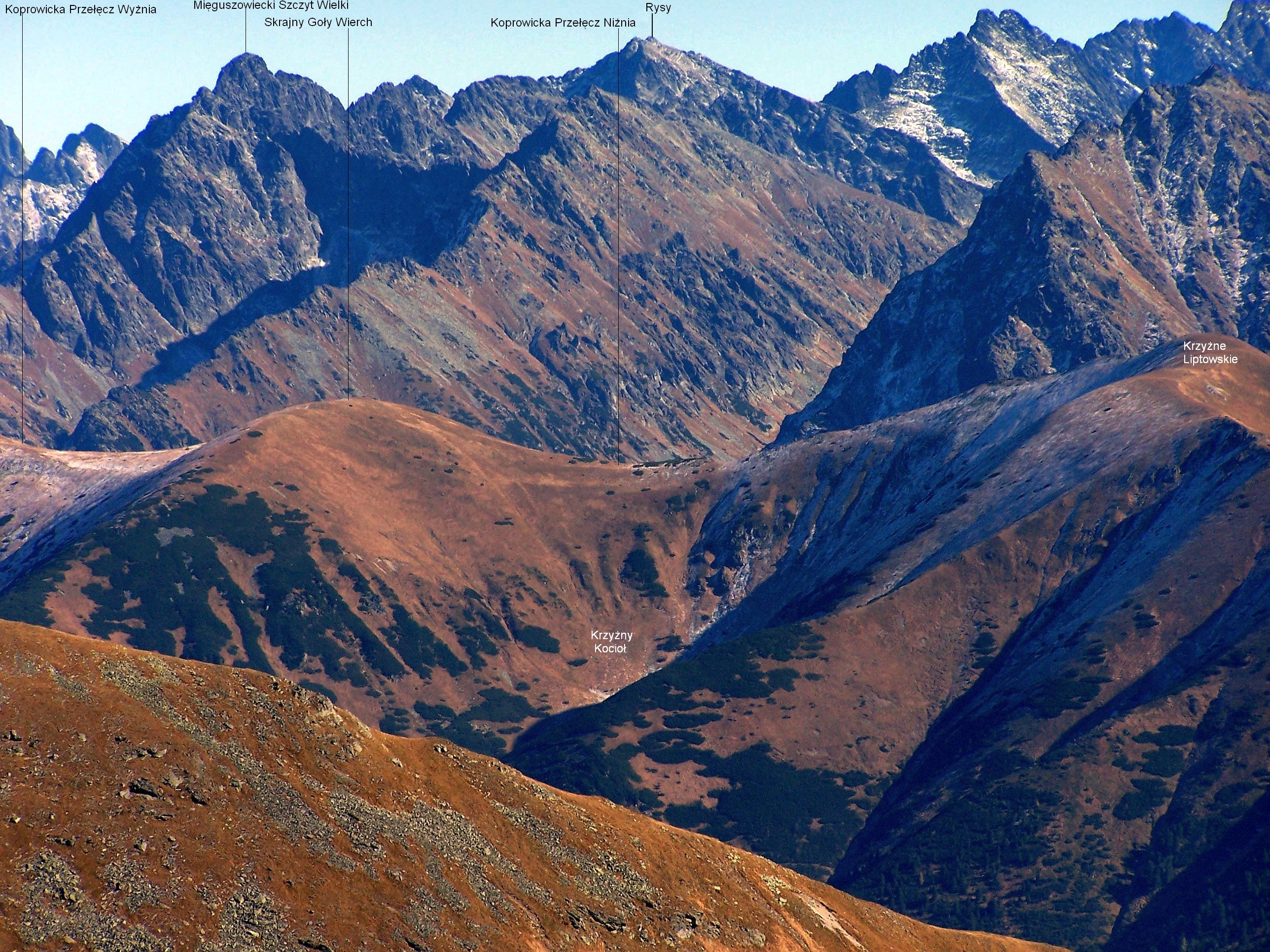
Czerwone Korycisko za grzędą po prawej stronie Krzyżnego Kotła

Czerwone Korycisko – żleb w Liptowskich Kopach w słowackich Tatrach. Wcina się w południowo—zachodni grzbiet Krzyżnego Liptowskiego i opada na północny zachód do dna Doliny Koprowicy. Krótka, północno-zachodnia grzęda Krzyżnego Liptowskiego oddziela go od Krzyżnego Kotła. Na polskiej mapie Polkartu jest opisany jako Červený jarok. Spływa nim potok Červené. Jest najwyżej położonym z czterech wielkich żlebów tego ramienia Krzyżnego Liptowskiego. Pozostałe, w kolejności od góry w dół, to: Zabijak, Pośredni Żleb i Skryte Korycisko. Zimą schodzą nimi lawiny.
Doliną Koprowicą nie prowadzi żaden szlak turystyczny, a Liptowskie Kopy to obszar ochrony ścisłej Tatrzańskiego Parku Narodowego z zakazem wstępu.